# Грінвілл (Мен)
Грінвілл (англ. Greenville) — місто (англ. town) в США, в окрузі Піскатаквіс штату Мен. Населення — 1437 осіб (2020).

### Клімат
| Клімат : Грінвілл       | Клімат : Грінвілл | Клімат : Грінвілл | Клімат : Грінвілл | Клімат : Грінвілл | Клімат : Грінвілл | Клімат : Грінвілл | Клімат : Грінвілл | Клімат : Грінвілл | Клімат : Грінвілл | Клімат : Грінвілл | Клімат : Грінвілл | Клімат : Грінвілл | Клімат : Грінвілл |
| Показник                | Січ.              | Лют.              | Бер.              | Квіт.             | Трав.             | Черв.             | Лип.              | Серп.             | Вер.              | Жовт.             | Лист.             | Груд.             | Рік               |
| Абсолютний максимум, °C | 26,0              | 26,0              | 25,0              | 29,4              | 31,1              | 33,3              | 38,3              | 32,8              | 33,9              | 26,1              | 20,0              | 24,0              | 38,3              |
| Середній максимум, °C   | −3,9              | −2,3              | 2,6               | 9,6               | 17,2              | 22,3              | 24,5              | 24,0              | 19,4              | 11,8              | 5,3               | −0,6              | 10,9              |
| Середня температура, °C | −8,9              | −7,6              | −2,6              | 4,3               | 11,2              | 16,7              | 19,2              | 18,5              | 14,1              | 7,3               | 1,6               | −4,5              | 5,8               |
| Середній мінімум, °C    | −14,1             | −13               | −7,7              | −0,9              | 5,2               | 11,1              | 14,0              | 13,0              | 8,9               | 2,8               | −2                | −8,5              | 0,8               |
| Абсолютний мінімум, °C  | −34,4             | −33,3             | −30               | −17,8             | −4,3              | 0,0               | 4,4               | 3,9               | −3,3              | −11,2             | −17               | −30               | −34,4             |
| Норма опадів, мм        | 41.9              | 52.5              | 52.3              | 56.3              | 52.6              | 69.2              | 80.4              | 70.8              | 68.9              | 89.0              | 75.9              | 81.2              | 791               |
| Днів з опадами          | 7,6               | 9,2               | 8,0               | 8,9               | 7,9               | 7,4               | 9,6               | 8,8               | 10,2              | 10,5              | 10,5              | 9,2               | 107,8             |
| ----------------------- | ----------------- | ----------------- | ----------------- | ----------------- | ----------------- | ----------------- | ----------------- | ----------------- | ----------------- | ----------------- | ----------------- | ----------------- | ----------------- |
| Джерело: Infoclimat.fr  |                   |                   |                   |                   |                   |                   |                   |                   |                   |                   |                   |                   |                   |

## Демографія
Згідно з переписом 2010 року, у місті мешкало 1646 осіб у 820 домогосподарствах у складі 480 родин. Було 1661 помешкання
Расовий склад населення:
| - 98,3 % — білих - 0,4 % — корінних американців - 0,2 % — азіатів |

До двох чи більше рас належало 0,7 %. Частка іспаномовних становила 0,5 % від усіх жителів.
За віковим діапазоном населення розподілялося таким чином: 15,9 % — особи молодші 18 років, 59,9 % — особи у віці 18—64 років, 24,2 % — особи у віці 65 років та старші. Медіана віку мешканця становила 52,3 року. На 100 осіб жіночої статі у місті припадало 93,4 чоловіків;  на 100 жінок у віці від 18 років та старших — 89,7 чоловіків також старших 18 років.
Середній дохід на одне домашнє господарство  становив 56 929 доларів США (медіана — 48 229), а середній дохід на одну сім'ю — 63 858 доларів (медіана — 53 667). Медіана доходів становила 35 409 доларів для чоловіків та 25 625 доларів для жінок. За межею бідності перебувало 18,4 % осіб, у тому числі 34,2 % дітей у віці до 18 років та 9,9 % осіб у віці 65 років та старших.
Цивільне працевлаштоване населення становило 732 особи. Основні галузі зайнятості: освіта, охорона здоров'я та соціальна допомога — 29,6 %, роздрібна торгівля — 17,8 %, мистецтво, розваги та відпочинок — 15,8 %.